# Grootheid

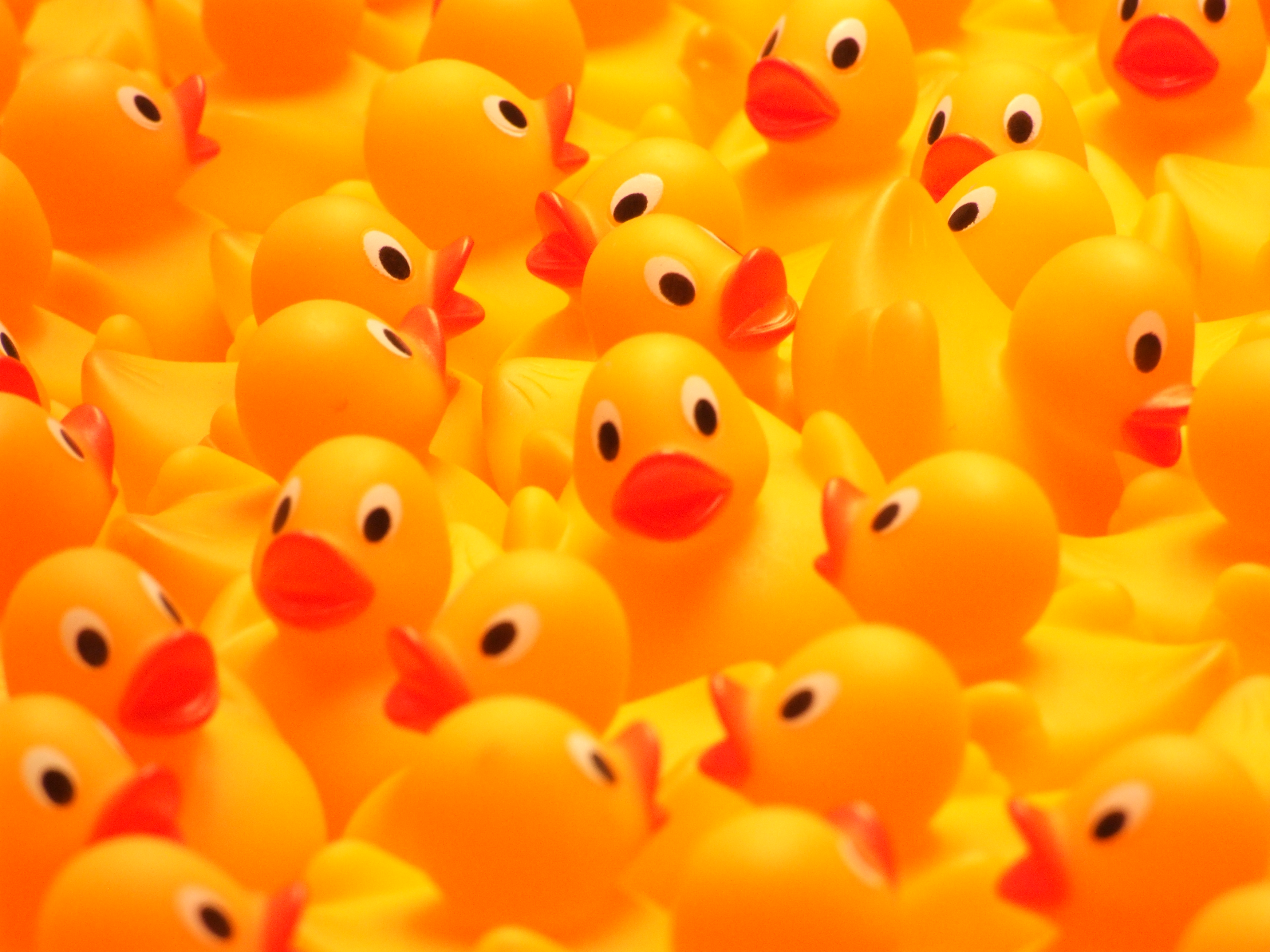
Deze verzameling identieke rubberen eendjes is een grootheid met eenheid "rubberen eendje" en numerieke waarde 21.

Een grootheid is een kwantificeerbare eigenschap van een entiteit. Belangrijke voorbeelden zijn natuurkundige grootheden en grootheden gerelateerd aan geldbedragen.
Een voorbeeld van een grootheid is de lengte van een bepaalde stok. De dimensie van deze grootheid is lengte.
Grootheden kunnen met vermenigvuldigen en delen gecombineerd worden tot nieuwe grootheden.
Analoog aan grootheden kunnen dimensies met vermenigvuldigen en delen gecombineerd worden tot nieuwe dimensies. "Dimensieloosheid" kan worden opgevat als eenheidselement van dimensie, zodat toch iedere grootheid een dimensie heeft.
Vaak worden per dimensie bepaalde grootheden met die dimensie, die bij voorkeur gemakkelijk in elkaar kunnen worden omgerekend, gebruikt als meeteenheid of kortweg eenheid. Bij het SI-stelsel zijn dit voor de dimensie lengte bijvoorbeeld de meter en daarvan afgeleid onder meer de kilometer en de centimeter.
Een grootheid {\displaystyle A} wordt dan uitgedrukt als het product van een dimensieloze grootheid (de numerieke waarde van de grootheid bij de gebruikte eenheid) {\displaystyle \{A\}}, en deze eenheid met dezelfde dimensie als de grootheid, {\displaystyle [A]}.
{\displaystyle A=\{A\}\times [A]}
Een dimensieloze grootheid zou zo worden uitgedrukt in het product van twee dimensieloze grootheden, maar kan gewoon als getal worden uitgedrukt. Dit komt neer op het stilzwijgend gebruiken van de triviale eenheid 1. Er kan echter ook een niet-triviale dimensieloze eenheid gebruikt worden, zoals procent (0,01); deze eenheid wordt vaak gebruikt bij een dimensieloze verhouding.

## Voorbeelden
Met een huurprijs wordt vaak bedoeld een huurprijs per tijdseenheid. De huurprijs over een bepaalde tijd is dan het product van de tijdsduur en deze huurprijs per tijdseenheid. Omgekeerd is de huurprijs per tijdseenheid het huurbedrag over de hele periode, gedeeld door de tijdsduur.
Huurprijs per tijdseenheid en loon per tijdseenheid hebben beide de dimensie bedrag per tijdseenheid. Een eenheid voor deze dimensie (dat wil zeggen, voor grootheden met deze dimensie) is bijvoorbeeld euro per maand.
Bij geldbedragen is de eenheid de valuta. Veel gebruikte grootheden met een andere dimensie dan "bedrag" met voorbeelden van bijbehorende eenheden zijn bedrag per tijdseenheid (euro/uur, euro/dag, euro/maand of euro/jaar), bedrag per massa-eenheid (euro/kg), bedrag per volume-eenheid (euro/liter), bedrag per lengte-eenheid (euro/m of euro/km), bedrag per oppervlakte-eenheid (euro/m²) en bedrag per oppervlakte-eenheid per tijdseenheid (euro/m²/jaar). Rentebedrag per kapitaalbedrag per tijdseenheid wordt vaak uitgedrukt als rentepercentage per tijdseenheid (vaak in %/jr of %/mnd).
Het natuurkundige begrip vermogen is alleen gedefinieerd op momenten waarop de cumulatieve energie een differentieerbare functie van de tijd is. Evenzo is de prijs per massa-eenheid van een product alleen gedefinieerd bij massa's waarbij de totale prijs een differentieerbare functie van de massa is. Dit is in de praktijk vaak slechts bij benadering het geval, bijvoorbeeld omdat niet elke massa verkrijgbaar is, en omdat prijzen een heel aantal eurocent zijn. Bij kwantumkorting op basis van massacategorie kan er per categorie een aparte grootheid 'prijs per massa-eenheid' zijn. Andere grootheden zijn het gemiddeld vermogen in een bepaald tijdsinterval (energie gedeeld door tijdsduur) met dezelfde dimensie als het vermogen op een bepaald moment, en analoog voor andere gemiddelden.

## Rekenregels
De vermenigvuldiging van grootheden is commutatief en associatief. Delen kan alleen niet door de "nulgrootheid" (die bijvoorbeeld verkregen wordt met nul maal een grootheid, of het verschil tussen twee gelijke grootheden). Vermenigvuldigen en delen kan door deze eigenschappen op dezelfde manier als bij getallen.
Twee niet-nul-grootheden hebben dezelfde dimensie als en slechts als hun quotiënt een dimensieloze grootheid (dat wil zeggen een getal) is. Als dit geldt is optelling en aftrekking gedefinieerd. De optelling is commutatief en associatief, en er geldt ook distributiviteit. Daarmee gelden alle basisrekenregels ook voor grootheden. Om een som of verschil van grootheden te vereenvoudigen worden met gebruikmaking van distributiviteit kan het nodig zijn eenheden van een term om te rekenen naar die van de andere term; een eenvoudig voorbeeld is: 1 m + 5 cm = 1 m + 0,05 m = (1 + 0,05) m = 1,05 m.

## Varia
Om in een kolom van een tabel of langs een as van een grafiek niet steeds de eenheid te moeten vermelden kan als omschrijving bijvoorbeeld worden gebruikt "lengte in meters" of "opbrengst in miljoenen euro's", of in een compacte notatie met deelteken: "lengte/meter" of "opbrengst / (€1 mln)".
Soms is de dimensie van een grootheid niet zonder meer duidelijk uit de omschrijving, en/of wordt de eenheid niet volledig vermeld. Het "bruto binnenlands product" (bbp) van een land van een met name genoemd jaar is een bedrag, en uiteraard tevens het bedrag per jaar; als geen jaar genoemd wordt is het het bedrag per jaar. Bij een loon of een huurprijs kan het voor niet-ingewijden (mensen die de conventies niet kennen en ook niet de orde van grootte) lastig zijn bij vermelding van een bedrag te interpreteren of dit per week, per maand of per jaar is.

## Vectoriële grootheden
Een vector in natuurkundige zin heeft ten opzichte van een basis componenten in de zin van vectoren waarvan de som de eerstgenoemde vector is. Deze componenten hebben onderling dezelfde dimensie, die ook gelijk is aan de dimensie van de vector en die van zijn grootte. Bij een vector in de zin van een tupel van grootheden kunnen deze grootheden verschillende dimensies hebben.

## Eenheden

### Coherente eenheden
Bij een samenhangend stelsel van dimensies kunnen {\displaystyle n} onafhankelijke dimensies beschouwd worden als basisdimensies, en de overige als afgeleide dimensies. Die laatstgenoemde zijn dan het product van machten van de basisdimensies. Na keuze van een volgorde van basisdimensies kunnen de dimensies dan dus worden gekarakteriseerd door een {\displaystyle n}-tupel van exponenten. Het vermenigvuldigen en delen van dimensies correspondeert dan met optellen en aftrekken van de tupels op basis van de gewone optelling in {\displaystyle \mathbb {R} ^{n}}.
Bij een bijbehorend samenhangend stelsel van eenheden kan voor elke basisdimensie één eenheid beschouwd worden als basiseenheid, en de andere eenheden van het stelsel als afgeleide eenheden. Die zijn dan een coëfficiënt maal het product van machten van de basiseenheden, overeenkomstig het product van machten van de basisdimensies. De eenheden kunnen dan worden gekarakteriseerd door de  coëfficiënt en een {\displaystyle n}-tupel van exponenten. Het vermenigvuldigen en delen van eenheden correspondeert dan met het vermenigvuldigen en delen van de coëfficiënten en het optellen en aftrekken van de tupels zoals bij de dimensies.
Een eenheid wordt dan coherent genoemd als de coëfficiënt 1 is. Samen met de basiseenheden vormen de coherente eenheden een zogenaamd coherent eenhedenstelsel. Dit laat de mogelijkheid onverlet om met voorvoegsels die corresponderen met machten van 10 extra eenheden te creëren.
Een voorbeeld van een stel onafhankelijke dimensies is dat van het SI-stelsel, aangevuld met de dimensie bedrag. Een bijbehorend coherent eenhedenstelsel heeft bijvoorbeeld als coherente eenheden die van het SI-stelsel, aangevuld met de euro.

### Niet-eenduidige verhoudingen tussen eenheden van tijd
Veelgebruikte eenheden van tijd zijn seconde, minuut, uur, dag (SI-definitie), week, maand, jaar, decennium, eeuw en millennium, zie ook de lijst van eenheden van tijd. Als schrikkelseconden buiten beschouwing worden gelaten, dan zijn er vaste verhoudingen tussen seconde, minuut, uur, dag en week, en tussen maand, jaar, decennium, eeuw en millennium, maar niet tussen een eenheid uit de ene groep en een uit de andere groep. Omrekenen is slechts bij benadering mogelijk, tenzij meer informatie wordt gebruikt, bijvoorbeeld "april en mei" in plaats van "twee maanden".